# Kung Fu Heroes
Kung-Fu Heroes (スーパーチャイニーズ? Super Chinese) è un videogioco d'azione del 1986 sviluppato da Micro Academy e pubblicato da Namcot per Nintendo Entertainment System. Negli anni 2010 il gioco è stato distribuito per Wii U tramite Virtual Console.
Il titolo è una conversione del videogioco arcade Chinese Hero (1984) e ha ricevuto un sequel per la stessa console, Little Ninja Brothers.